# Unione dei comuni della Valletta
L'Unione dei comuni della Valletta è l'unione dei comuni di La Valletta Brianza e Santa Maria Hoè. Fu fondata il 30 ottobre 2003 dai comuni di Santa Maria Hoè, Perego e Rovagnate, questi ultimi uniti il 30 gennaio 2015 nel nuovo comune di La Valletta Brianza.
Scopo principale dell'Unione è quello di esercitare in gestione associata per i Comuni aderenti diverse funzioni e servizi al fine di migliorare la qualità dei servizi erogati e di ottimizzare le risorse economico-finanziarie, umane e strumentali.

## Evoluzione demografica
Abitanti censiti